# سحلية حضرموت الرملية
سحلية حضرموت الرملية أو عداء الصحراء الحضرمي (الاسم العلمي: Mesalina adramitana)، هي نوع من السحالي التي تسكن الرمال من فصيلة السحالي الحقيقية. توجد في في قطر واليمن وعمان والإمارات العربية المتحدة والسعودية.